# L'Altruisme efficace
L'Altruisme efficace (titre original : The Most Good You Can Do: How Effective Altruism is Changing Ideas About Living Ethically) est la traduction française d'un livre écrit par le philosophe américain Peter Singer. Il y décrit et défend les idées de l'altruisme efficace.

## Réception
Avant et après la sortie de la traduction de son livre, Peter Singer a été interviewé dans Le Temps, La Presse, La Tribune, Libération et Philosophie Magazine.